# Slowenische Fußballnationalmannschaft (U-21-Männer)
Die slowenische U-21-Fußballnationalmannschaft ist eine Auswahlmannschaft slowenischer Fußballspieler. Sie untersteht dem Nogometna zveza Slovenije und repräsentiert den Verband international auf U-21-Ebene, etwa in Freundschaftsspielen gegen die Auswahlmannschaften anderer nationaler Verbände oder bei Europameisterschaften des Kontinentalverbandes UEFA.

## Turnierteilnahmen
Die slowenische U-21-Nationalmannschaft konnte sich bisher nicht für ein kontinentales Turnier der UEFA sportlich qualifizieren, bei der U-21-Europameisterschaft 2021 ist die Auswahlmannschaft als Gastgeber automatisch qualifiziert.
- 1978: Teil von Jugoslawien (Sieger)
- 1980: Teil von Jugoslawien (Halbfinale)
- 1982: Teil von Jugoslawien (nicht qualifiziert)
- 1984: Teil von Jugoslawien (Halbfinale)
- 1986: Teil von Jugoslawien (nicht qualifiziert)
- 1988: Teil von Jugoslawien (nicht qualifiziert)
- 1990: Teil von Jugoslawien (Finale)
- 1992: Teil von Jugoslawien (nicht qualifiziert)
- 1994: nicht qualifiziert
- 1996: nicht qualifiziert
- 1998: nicht qualifiziert
- 2000: nicht qualifiziert
- 2002: nicht qualifiziert
- 2004: nicht qualifiziert
- 2006: nicht qualifiziert
- 2007: nicht qualifiziert
- 2009: nicht qualifiziert
- 2011: nicht qualifiziert
- 2013: nicht qualifiziert
- 2015: nicht qualifiziert
- 2017: nicht qualifiziert
- 2019: nicht qualifiziert
- 2021: Gastgeber
- 2023: nicht qualifiziert
- 2025: qualifiziert